# We Know Where You Fucking Live
«We Know Where You Fucking Live» (en español: Sabemos dónde mierda vives) es una canción de la banda de metal industrial estadounidense Marilyn Manson, lanzada el 11 de septiembre de 2017 como el sencillo principal de su décimo álbum de estudio, Heaven Upside Down.

## Composición y estilo
«We Know Where You Fucking Live» es un regreso a los inicios de la banda con los discos Portrait of an American Family de 1994 y Antichrist Superstar de 1996, y cuenta con versos moderados, predominantemente electrónicos, junto con un coro compuesto por riffs de guitarra fuertes y agresivos y voces gritadas por el vocalista. Industrias Nerdist calificó la canción de "ferozmente oscilante y frontal", y Manson dijo que estaba "asombrado de que un sello discográfico pusiera [la canción] como el primer single", debido a su contenido lírico, que hace referencia a la corrupción política, la guerra de aviones no tripulados y la vigilancia mundial. La canción debutó en vivo durante la primera fecha del Heaven Upside Down Tour, el 20 de julio de 2017 en Budapest.

## Liberación y promoción
Antes de su lanzamiento, la canción fue anunciada con una serie de campañas de carteles en varios festivales de música en toda Europa, incluyendo los festivales de Reading y Leeds. Estas campañas fueron financiadas por Loma Vista Recordings. La canción se estrenó en Zane Lowe's Beats 1 Show el 11 de septiembre, inmediatamente después de lo cual estuvo disponible a través de plataformas de streaming.
El videoclip promocional de la canción fue dirigido por Bill Yukich y Perou, y fue publicado en YouTube el 15 de septiembre de 2017. El clip se abre con una advertencia de violencia gráfica y contenido sexual, y comienza con un quinteto de monjas caminando por una calle suburbana durante un eclipse solar. Las monjas desgarran sus hábitos y revelan una ropa interior de látex y un equipo de dominatrix de cuero; además llevan varias pistolas, rifles de asalto y bazucas. Las monjas se encuentran con Manson y, después de un primer parón,  proceden a hacer estallar una furgoneta. El grupo entonces invade una casa y somete a la pareja que vive allí a una agresión sexual.
Sydney Gore de The Fader ha hipotetizado que el video es una metáfora del extremismo religioso.